# Baszta Halszki
Baszta Halszki – późnogotycka wieża mieszkalna, zwana także Wieżą czarnej księżniczki, pozostałość dawnego systemu obronnego zamku w Szamotułach. W jego skład wchodziły ponadto narożnikowe baszty obronne połączone murem oraz zachowana od strony wschodniej i południowej fosa. Zbudowana jest na planie prostokąta, ma cztery kondygnacyjne. Wzniesiono ją w XV wieku jako budowlę obronną i około 1518 r. przystosowano do celów mieszkalnych.
Od 1957 r. była siedzibą Muzeum Ziemi Szamotulskiej. Obecnie wchodzi w skład zespołu Muzealnego Zamku Górków. Ekspozycja w Baszcie Halszki poświęcona jest dziejom miasta i najbliższej okolicy. Na czterech kondygnacjach pokazano historię od czasów najdawniejszych do 1945 roku.
- Piwnica Baszty – w piwnicy baszty zorganizowano stałą wystawę archeologiczną przedstawiającą pradzieje Ziemi Szamotulskiej; ekspozycję tworzą rekonstrukcje pochówków od epoki brązu do wczesnego średniowiecza oraz umieszczone w gablotach wybrane zabytki z poszczególnych epok archeologicznych
- II kondygnacja – komnata Halszki; celem tej ekspozycji, prezentowanej na drugiej kondygnacji baszty, jest ukazanie funkcji mieszkalnych tego wnętrza,
- III kondygnacja – dzieje miasta od 1231 r. (najstarsza wzmianka dotycząca Szamotuł) do początku XIX wieku – temu problemowi poświęcona jest trzecia kondygnacja baszty,
- IV kondygnacja – dzieje miasta od XIX wieku do 1945 r.

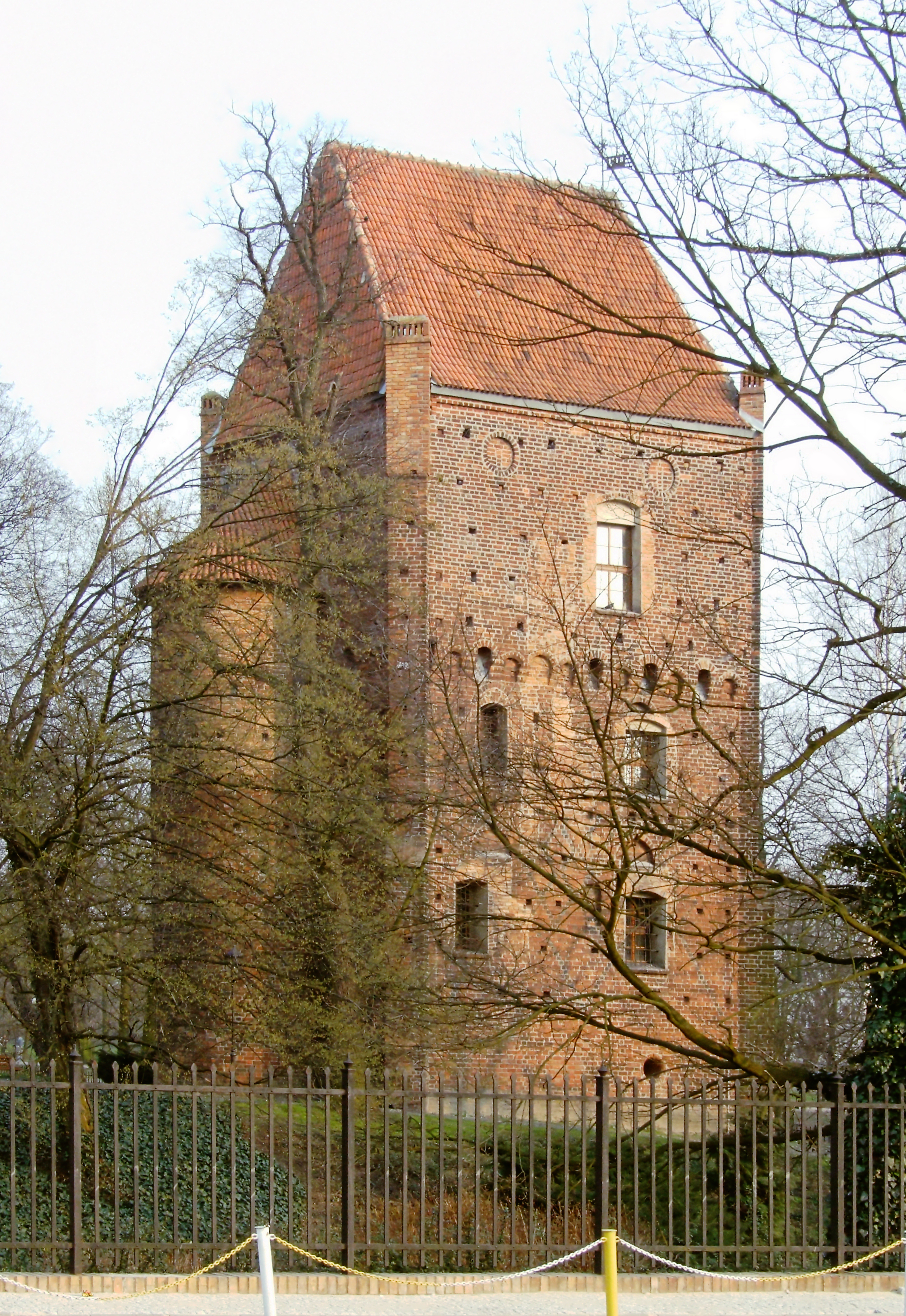
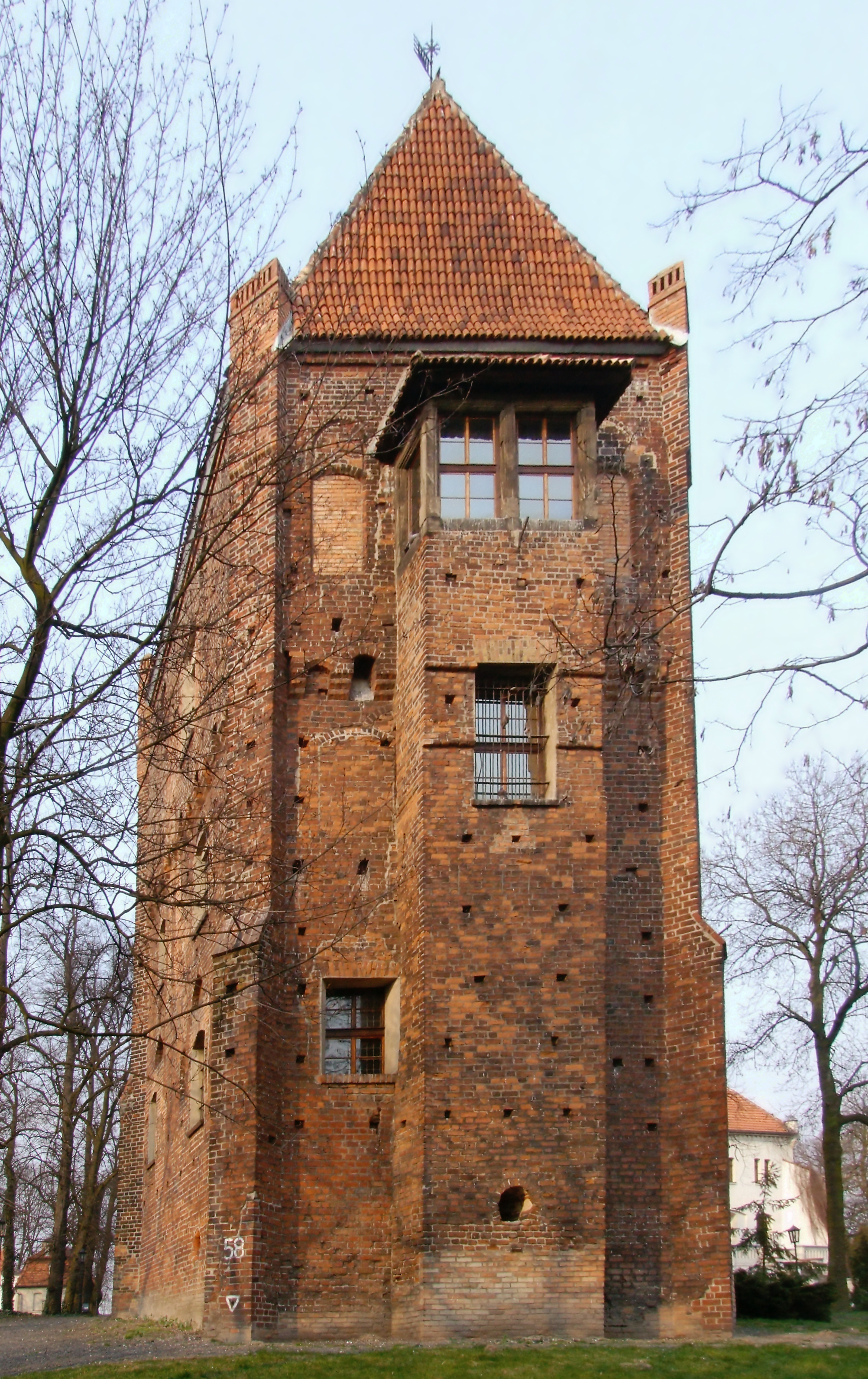
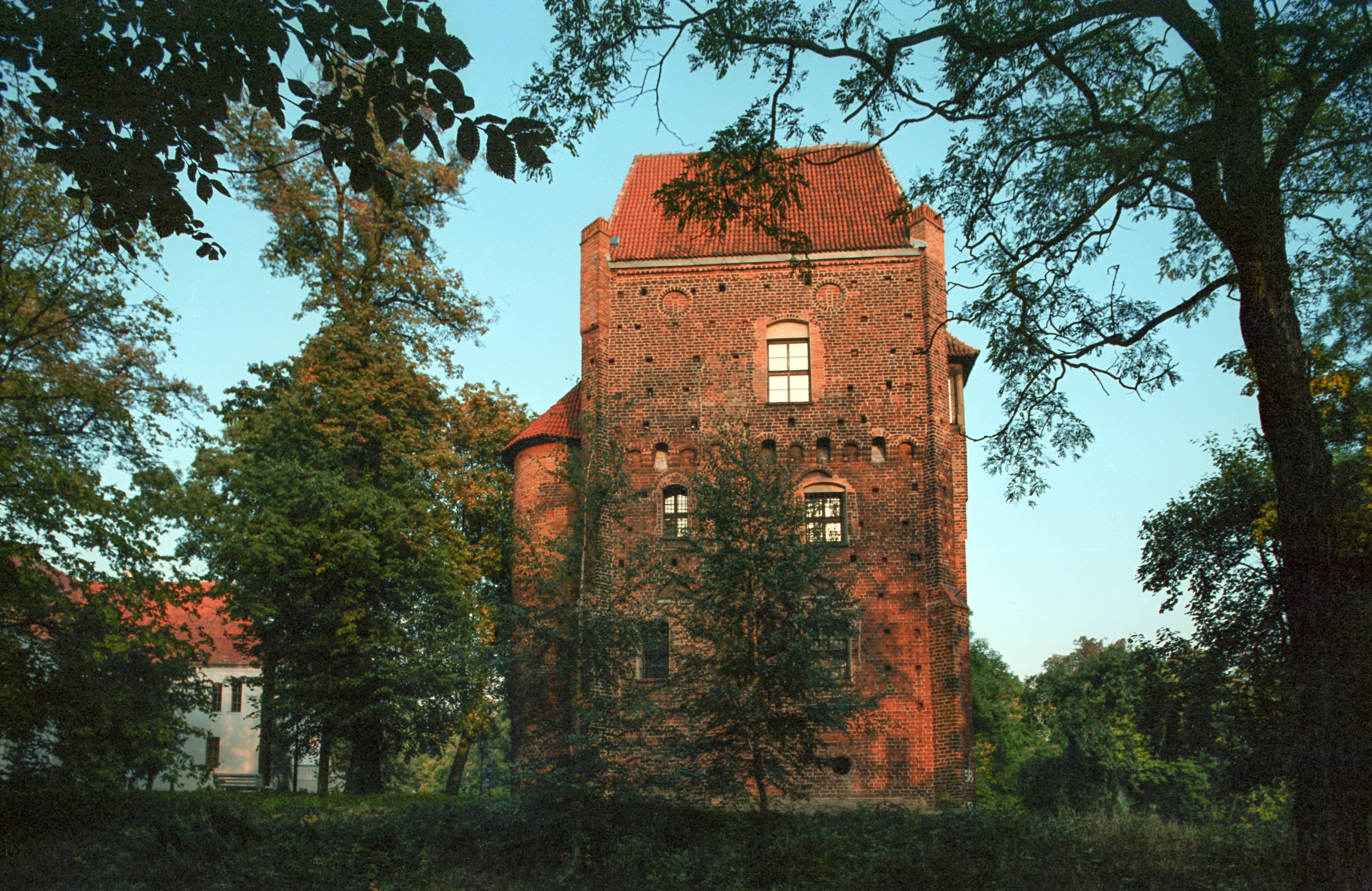
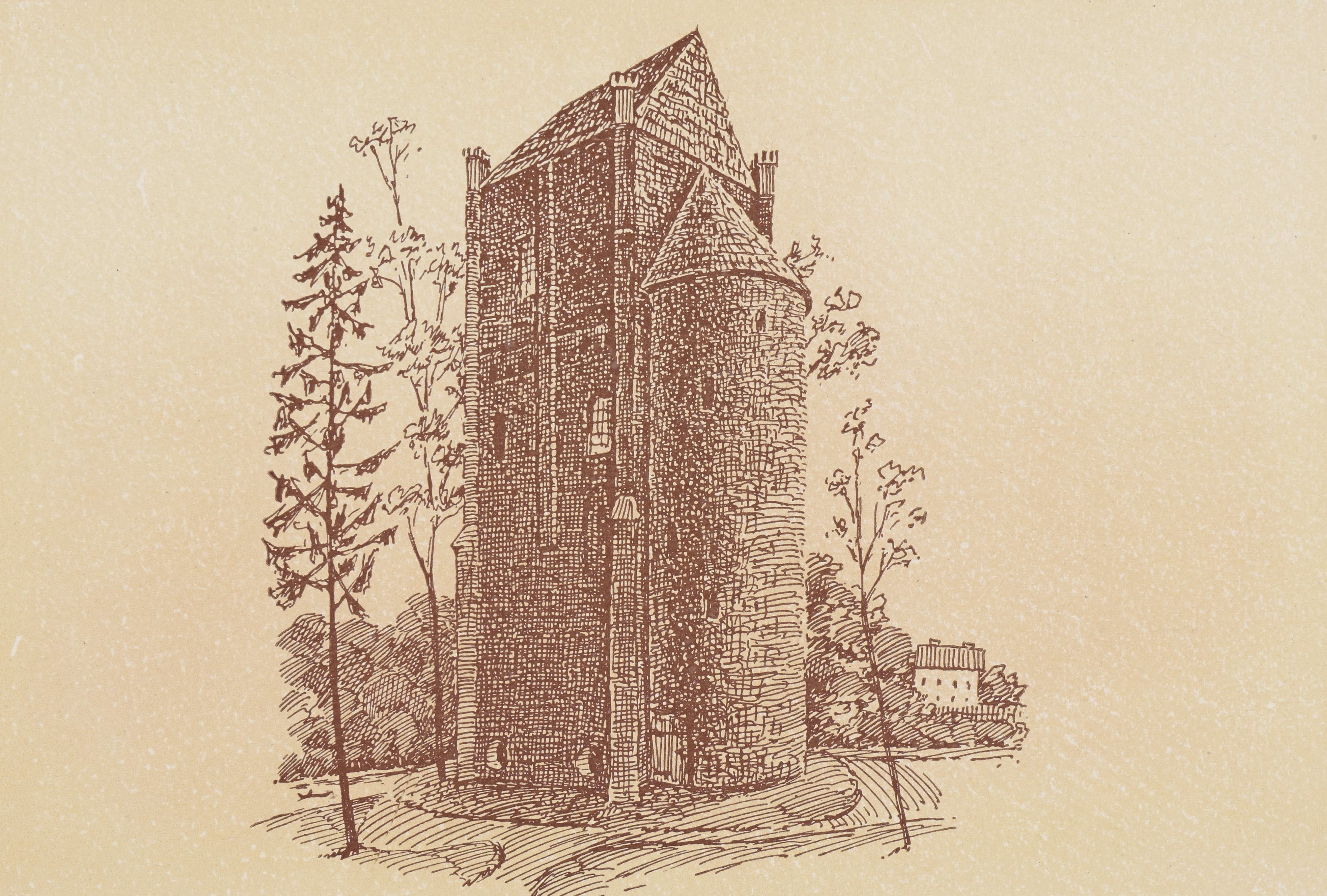
Widok sprzed 1917

## Historia
Według Witolda Gałki wieża była najstarszą, pierwotnie wolnostojącą częścią obecnego zespołu zamkowego i datował jej powstanie na koniec 2. ćwierć XV w. Z kolei Jan Skuratowicz przypisał budowę wieży Dobrogostowi lub jego synowi Piotrowi, określając ją jako obronno-mieszkalną wieżę przybramną. Wyniki innych badań wskazują, że budowę wieży należy łączyć z Piotrem Szamotulskim, lub jego synem Andrzejem Szamotulskim. Należy też sądzić, że budowla ta była pierwotnie wolnostojąca i dlatego jej budowniczy zdecydował się na umieszczenie machikułów we wszystkich elewacjach, a nie tylko od strony zagrożenia, na zewnątrz murów zamkowych. Podobnie istnienie diagonalnych przypór wskazuje na pierwotnie samotne posadowienie budowli.
Z wieżą związana jest tragiczna historia księżny Elżbiety Ostrogskiej (Halszki). Elżbieta była córką księcia Ilii Ostrogskiego i Beaty Kościelskiej. Zmarły tuż przed jej urodzeniem 19 listopada 1539 r. ojciec pozostawił olbrzymi majątek położony na Wołyniu. O rękę Halszki, która oprócz wielkich posiadłości po ojcu, po matce odziedziczyła niezwykłą urodę, zaczęli ubiegać się liczni panowie polscy, litewscy i ruscy. Ich zakusy skutecznie odpierała księżna Beata, pragnąca jak najkorzystniejszego układu majątkowego, a także stryj Halszki – książę Wasyl Konstanty Sanguszko. Jako jej prawny opiekun chciał on, aby majątek Ostrogskich nie dostał się w ręce panów polskich. Beata jednak zwlekała z wydaniem córki za mąż. O ożenek z Halszką starał się m.in. starosta czerkaski Dymitr Sanguszko, który w 1553 roku najechał Ostróg i siłą zmusił Halszkę do ożenku. Postępek Dymitra wywołał wielkie oburzenie w całym kraju. Król Zygmunt August skazał Dymitra na śmierć i infamię. Król zdecydował wydać Halszkę za mąż za wojewodę poznańskiego Łukasza III Górkę. Beata nie popierała tego małżeństwa, ale nie ośmieliła się sprzeciwić się królowi. Wesele miało miejsce w Warszawie w 1555 r. Halszka jednak posłuszna woli matki uciekła wraz z nią do Lwowa, chroniąc się za murami jednego z klasztorów. Beata doprowadziła do ślubu Halszki z kniaziem Symeonem Olelkowiczem Słuckim. Jednak ślub kniazia z Elżbietą nie zdał się na nic. Górka po zdobyciu klasztoru zabrał żonę do swojego zamku w Szamotułach. Tam, jak głosi legenda, uwięził ją w baszcie, a na twarz założył czarną, metalową maskę. Każdego dnia mogła udawać się podziemnym krużgankiem do pobliskiej kolegiaty, aby wysłuchać mszy św. i żałować za popełnione grzechy. W wieży przebywała przez 14 lat aż do śmierci Łukasza Górki w 1573 roku.

## Architektura
Wieża została zbudowana na rzucie zbliżonym do prostokąta, o wymiarach ok. 8,25 × 10,75 m, z diagonalnymi przyporami w narożach. Czterokondygnacyjna budowla posiada najwyższą kondygnacją nadwieszoną, wyodrębnioną arkadowym fryzem, kryjącym otwory machikuł. Na każdym poziomie znajdowały się pierwotnie jednoprzestrzenne izby z niewielką sienią, nakryte najprawdopodobniej płaskimi stropami drewnianymi. Jedynie w przyziemiu założono kolebkowe sklepienie, być może wzniesione jednak w późniejszym czasie z rozbiórkowego materiału. We wnętrzach od początku istnienia budowli funkcjonowały urządzenia grzewcze (kominki) oraz wykusz służący za latrynę. Ościeża okienne zdobione dekoracją malarską o motywach rybiego pęcherza. Komunikację między piętrami zapewniały zewnętrzne drewniane schody i ganki. Ceglane elewacje ożywiały blendy, zamknięte łukami w ośli grzbiet. Otoczenie wieży oraz jej pierwotny obwód obronny są słabo rozpoznane. Zapewne towarzyszyły jej murowane budynki mieszkalne, znacznie przekształcone w XIX w. Natomiast odsłonięte w pobliżu wieży pozostałości kompleksu bramnego z czworoboczną basztą i wysuniętym przedbramiem, jak też mur obronny ze strzelnicami dla broni palnej, zdają się być już dziełem późniejszym z XVI wieku.